# Kurt Seiffert
Armin Kurt Seiffert (ur. 21 grudnia 1935 w Detroit) – amerykański wioślarz, sternik, złoty medalista olimpijski.
Wystąpił na igrzyskach olimpijskich w Melbourne w 1956, gdzie Amerykanie w składzie: Arthur Ayrault, Conn Findlay i Kurt Seiffert (sternik) zdobyli złoty medal w dwójkach ze sternikiem. W finale o 3,1 sekundy wyprzedzili osadę Wspólnej Reprezentacji Niemiec, a o 4,9 sekundy osadę ZSRR. Na rozgrywanych cztery lata później igrzyskach olimpijskich w Rzymie startował w czwórkach ze sternikiem. Reprezentacja USA odpadła tam w półfinałach. 
Ukończył medycynę na Uniwersytecie Michigan. Od 1968 pracował jako neurolog. 